# Kovik, Gotlands kommun
För Kovik i Finland, se Vörå.
Kovik är ett fiskeläge i Gotlands kommun i Gotlands län, beläget i Sanda socken på Gotlands västkust mellan Västergarn och Klintehamn. Från 2015 avgränsas här en småort.
Den har fått sitt namn efter viken innanför fiskeläget, Koviken. Den långsmala reveln som skyddar viken heter Korumpu (Korumpan). Gamla länningar och ett närliggande gravfält visar att fiskeläget har anor sedan vikingatid. En ny hamn byggdes 1932.
I Kovik finns Koviks fiskerimuseum och ett 1965 uppfört kapell. Initiativtagare till dessa var lantbrukaren Edvin Olsson i Norrgårda, fiskaren Helmer Larsson och konstnären Erik Olsson.
Strax söder om Kovik ligger Björkhaga campingplats och semesterby.